# Ванджау, Джон
Джон Ванджау (англ. John Wanjau; род. 3 июня 1958) — кенийский боксёр, представитель полулёгкой весовой категории. Выступал за национальную сборную Кении по боксу в 1980-х годах, чемпион Всеафриканских игр, победитель и призёр многих турниров международного значения, участник двух летних Олимпийских игр.

## Биография
Джон Ванджау родился 3 июня 1958 года.
Дебютировал в боксе на взрослом международном уровне в сезоне 1980 года, когда вошёл в состав кенийской национальной сборной и принял участие в двух матчевых встречах со сборной Англии, в Глостере и Бирмингеме. Тем не менее, обоим английским соперникам уступил по очкам.
В 1982 году в полулёгкой весовой категории завоевал бронзовую медаль на Кубке короля в Бангкоке, проиграв в полуфинале филиппинцу Леопольдо Кантансио, одержал победу на чемпионате Восточной и Центральной Африки в Булавайо. Побывал на Играх Содружества в Брисбене, однако здесь выбыл из борьбы за медали уже на предварительном этапе боксёрского турнира — его остановил нигериец Питер Коньегвачиэ.
В 1983 году боксировал на Кубке мира в Риме, на стадии четвертьфиналов был остановлен местным итальянским боксёром Джузеппе Ферракути.
Благодаря череде удачных выступлений удостоился права защищать честь страны на летних Олимпийских играх 1984 года в Лос-Анджелесе — в категории до 57 кг благополучно прошёл первых двоих соперников по турнирной сетке, тогда как в третьем четвертьфинальном бою потерпел досрочное поражение от американца Мелдрика Тейлора, который в итоге и стал победителем этого олимпийского турнира.
После лос-анджелесской Олимпиады Ванджау остался в составе боксёрской команды Кении на ещё один олимпийский цикл и продолжил принимать участие в крупнейших международных турнирах. Так, в 1987 году он победил на домашних Всеафриканских играх в Найроби, взял бронзу на Кубке мира в Белграде — в полуфинале полулёгкого веса раздельным решением проиграл югославу Драгану Коновалову.
В 1988 году прошёл отбор на Олимпийские игры в Сеуле, на сей раз в категории до 57 кг сумел выиграть только у одного соперника, остановился в 1/16 финала после поражения раздельным судейским решением от представителя Нидерландов Регилио Тюра.